# Palma del Río
Palma del Río ist eine Stadt mit 20.546 Einwohnern (Stand: 2024) in der Provinz Córdoba in Andalusien. Sie ist Hauptort der Comarca Valle Medio del Guadalquivir.

## Geographie
Palma del Río liegt an der Mündung des Genil in den Guadalquivir auf einer Höhe von ca. 55 m. Die Provinzhauptstadt Córdoba liegt rund 60 Kilometer nordöstlich, die andalusische Hauptstadt Sevilla befindet sich 80 Kilometer südwestlich von Palma del Río. Der nächstgelegene größere Ort ist Écija, 30 Kilometer südöstlich.

## Geschichte
Die historische Überlieferung schreibt die Gründung von Palma del Río dem römischen Konsul Aulus Cornelius Palma zu, was ihn auch als Ursprung des Namens der Gemeinde ansieht. Die erste Erwähnung des Ortes geht auf das Jahr 798 oder 799 zurück. Im Mittelalter war die Gemeinde unter dem Namen Balma bekannt. Im Jahr 1862 erhielt Palma del Río Anschluss an das spanische Eisenbahnnetz. Die Königin Maria Christina verlieh der Gemeinde 1888 das Stadtrecht.

## Bevölkerungsentwicklung
| Jahr      | 1842  | 1877  | 1887  | 1900  | 1910  | 1920  | 1930  | 1940   | 1950   | 1960   | 1970   | 1980   | 1990   | 2000   | 2010   | 2020   |
| --------- | ----- | ----- | ----- | ----- | ----- | ----- | ----- | ------ | ------ | ------ | ------ | ------ | ------ | ------ | ------ | ------ |
| Einwohner | 5.528 | 6.969 | 7.798 | 7.892 | 8.966 | 9.242 | 9.951 | 15.347 | 15.781 | 18.915 | 18.068 | 17.359 | 18.350 | 19.072 | 21.454 | 20.973 |

## Sehenswürdigkeiten
- Die Stadtmauer von Palma del Río stammt aus der Zeit der Almoraviden und ist als Bien de Interés Cultural geschützt.
- Auf die Almoraviden geht auch die Alcazaba in Palma del Río zurück.
- Die Iglesia de Nuestra Señora de la Asunción wurde zur Zeit der Reconquista errichtet, das heutige Kirchengebäude stammt aus dem 18. Jahrhundert.
- Die Plaza Mayor de Andalucía wurde zwischen dem 14. und dem 16. Jahrhundert errichtet und ist der Hauptplatz der Stadt, an dem auch das Rathaus steht.[6]

## Wirtschaft und Infrastruktur
Palma del Río ist seit jeher für den Anbau von Orangen bekannt. Orangenbäume wurden erstmals in der arabischen Zeit des Ortes im 10. Jahrhundert angepflanzt, zunächst nur zu dekorativen Zwecken. Heutzutage bedecken Orangenhaine etwa 12.000 Hektar von Palma del Río. Die Orangen werden weltweit exportiert.
Die A-431 verbindet Palma del Río mit Córdoba und Sevilla. Die Autovía A-4 (Autovía del Sur) passiert die Stadt südwestlich, die Ausfahrt La Carlota liegt etwa 35 Kilometer entfernt. Palma del Río besitzt einen Bahnhof an der Bahnstrecke Alcázar de San Juan–Cádiz.
Der privat betriebene Flugplatz Aeródromo de Palma del Río liegt sechs Kilometer östlich der Stadt.

## Söhne und Töchter des Ortes
- Pepe Navarro (* 1951), Moderator, Journalist, Produzent und Autor
- Sergio León (* 1989), Fußballspieler